# Feuer frei!
Feuer frei! ist ein Lied der deutschen Neue-Deutsche-Härte-Band Rammstein. Es wurde von Rammstein geschrieben und von Jacob Hellner gemeinsam mit der Band produziert. Das Lied ist die fünfte Singleauskopplung ihres dritten Studioalbums Mutter und wurde am 14. Oktober 2002 veröffentlicht.

## Hintergrund
Feuer frei! erschien auch auf dem Soundtrack des 2002 veröffentlichten Actionfilms xXx – Triple X von Rob Cohen, in dem Rammstein einen Gastauftritt haben, wobei sie Feuer frei! live aufführen. Das Bildmaterial des Gastauftrittes wurde auch für das Video zu Feuer frei! verwendet.

## Inhalt

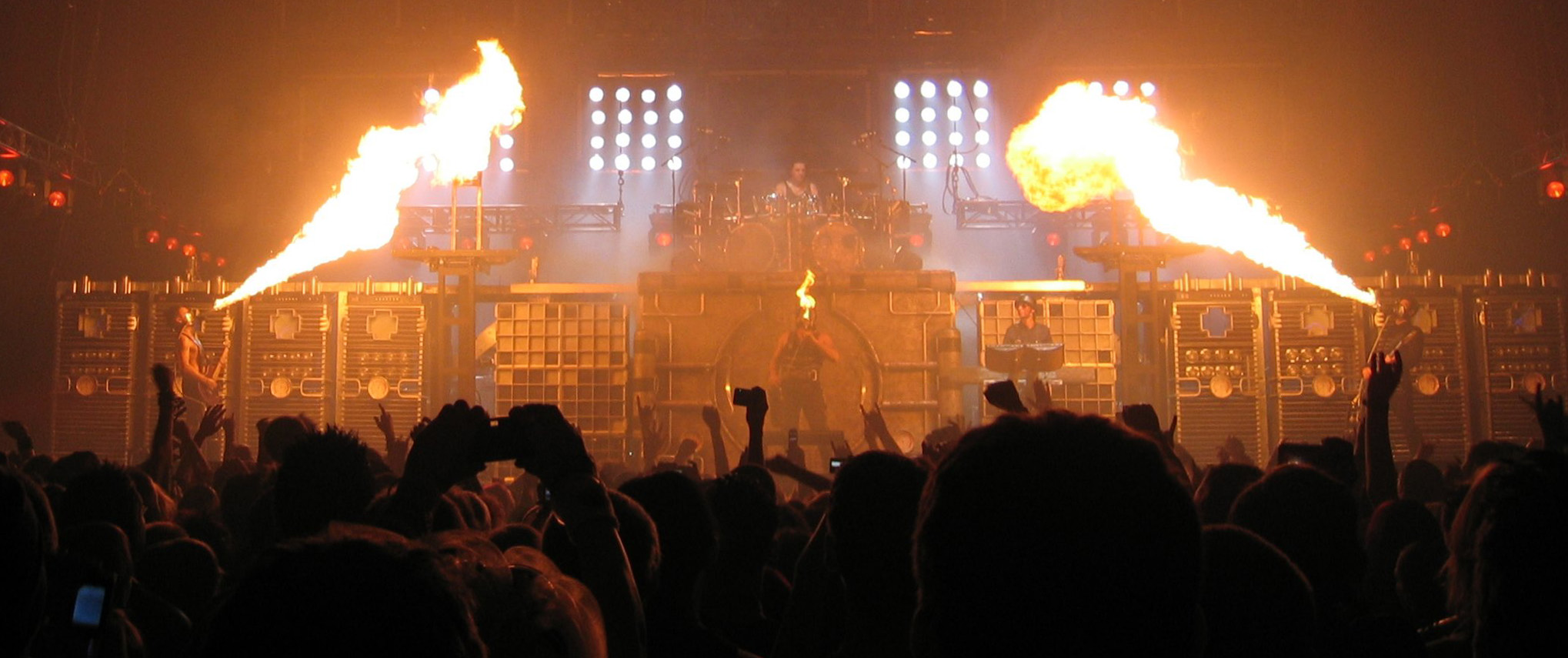
Rammstein spielt Feuer frei! live

Der Text des Liedes bewegt sich im militärischen Bereich.

„Gefährlich ist, wer Schmerzen kennt

Vom Feuer, das den Geist verbrennt

Bang, bang.

Gefährlich, das gebrannte Kind

Mit Feuer, das vom Leben trennt.

Ein heißer Schrei

Bang, bang

Feuer frei!“

## Musikvideo
Das Musikvideo zu Feuer frei! entstand ebenfalls unter Regie von Rob Cohen. Die Filmaufnahmen mit der Band fanden zwischen dem 9. und 12. Januar 2002 in der St.-Wenzelskirche in Výsluní in Tschechien statt.
Im Making-of zum Video berichten die Musiker, dass für ihren Auftritt zahlreiche deutsche und tschechische Rammstein-Fans verpflichtet wurden, die im Film das Publikum mimten und für die die Band das Lied unzählige Male spielte. Den Dreh bezeichnete Gitarrist Paul Landers als äußerst heiß, da der für die Pyroeffekte zuständige Mitarbeiter der Filmcrew eine so starke Flammenwand im Rücken der Band erzeugte, dass diese am Ende zu einigen Brandmalen bei den Musikern führte. Neben dem Auftritt der Band sind im Video auch einige Szenen aus dem Film xXx – Triple X mit zahlreichen Explosionen zu sehen.
Mit dem von Cohen erstellten Video, das im September 2002 erschien, war die Band laut Leadgitarrist Richard Kruspe sehr zufrieden. Es habe den Song aus seiner Sicht noch stärker gemacht.

## Single

### Covergestaltung
Das Singlecover zeigt eine Pistole, die direkt auf den Betrachter gerichtet ist. Links oben im Bild befinden sich der Schriftzug Feuer frei! und das Rammstein-Logo in Rot. Der Hintergrund ist komplett weiß gehalten.

### Titelliste
Deutsche Version
1. Feuer frei! – 3:08
2. Feuer frei! (Rammstein vs Junkie XL Remix) – 4:10
3. Feuer frei! (Rammstein Remix 130) – 3:44
4. Feuer frei! (Rammstein Remix 95) – 3:34
5. Du hast (Coverversion von Battery) – 4:41
6. Bück dich (Coverversion von Battery) – 3:39

- Die Single erschien auch als 2-Track-CD, nur mit den Songs Feuer frei! und Feuer frei! (Rammstein vs Junkie XL Remix).
- Im Vereinigten Königreich wurde die Single in drei verschiedenen Versionen mit unterschiedlichen Bonustiteln veröffentlicht.
- In der Titelliste der Single wird als Interpret der zwei Coverversionen Battery gelistet, was jedoch ein Fehler ist. Eigentlich stammt die Coverversion von Du hast von Josef Melen (Keyboard, Schlagzeug), Christian Meyer (Gesang), Peter Durst (Gesang) und Doj Moon (Gitarre), während die zu Bück dich von der Band Colp stammt.[4] Dieser Irrtum lässt sich damit erklären, dass beide Coverversionen zuvor auf dem Tributealbum Battery: A Tribute to Rammstein erschienen waren.[5]

### Chartplatzierungen
Feuer frei! stieg am 28. Oktober 2002 auf Platz 33 in die deutschen Singlecharts ein und konnte sich neun Wochen in den Top 100 halten. Auch in Österreich und im Vereinigten Königreich erreichte die Single die Charts und belegte Rang 28 bzw. 35.
| ChartsChartplatzierungen     | Höchstplatzierung | Wochen |
| ---------------------------- | ----------------- | ------ |
| Deutschland (GfK)            | 33 (9 Wo.)        | 9      |
| Österreich (Ö3)              | 28 (8 Wo.)        | 8      |
| Vereinigtes Königreich (OCC) | 35 (2 Wo.)        | 2      |

### Auszeichnungen für Musikverkäufe
| Land/Region                  | Auszeichnungen für Musikverkäufe (Land/Region, Auszeichnung, Verkäufe) | Verkäufe |
| ---------------------------- | ---------------------------------------------------------------------- | -------- |
| Deutschland (BVMI)           | Gold                                                                   | 300.000  |
| Vereinigtes Königreich (BPI) | Silber                                                                 | 200.000  |
| Insgesamt                    | 1× Silber · 1× Gold ·                                                  | 500.000  |

Hauptartikel: Rammstein/Auszeichnungen für Musikverkäufe